# Tabasco
Denne side handler om staten Tabasco i Mexico. For den stærke sovs, se Tabasco-sovs.
Tabasco (staves historisk også Tobasco) er en stat i Mexico beliggende på den nordlige del af landtangen Tehuantepec. Hovedstaden i Tabasco er Villahermosa og staten havde i 2000 et indbyggertal på 1.748.769.
Tabasco grænser op til de mexicanske stater Veracruz mod vest, Chiapas mod syd og Campeche mod nordøst. Mod vest har Tabasco grænse til provinsen Peten i Guatemala, mod nord ligger den Mexicanske Golf.

## Generelle oplysninger
- Tabascos ISO 3166-2-kode er MX-TAB.
- Tabasco har et areal på 24.578 km².

Byer i Tabasco er blandt andre Ciudad Pemex, Emiliano Zapata, San Miguel, Tenosique, Tortuguero, olmeker-ruinerne La Venta og maya-ruinerne Comalcalco.
1. ↑  Navnet er anført på engelsk og stammer fra Wikidata hvor navnet endnu ikke findes på dansk.
2. ↑  Censo de Población y Vivienda 2020, Instituto Nacional de Estadística y Geografía, Censo de Población y Vivienda 2020 (fra Wikidata).